# Легкі крейсери типу «Кондотьєрі»
Легкі крейсери типу «Кондотьєрі» (італ. Classe Condottieri) — серія з 5 підкласів (загалом 12 кораблів) легких крейсерів Королівських ВМС Італії періоду Другої світової війни

## Історія створення
Після закінчення Першої світової війни у складі флоту Італії перебували крейсери «Куарто», «Ніно Біксіо», «Марсала»  з артилерією головного калібру у 120 мм та застарілий крейсер «Лібія». З них лише «Куарто» був у боєздатному стані, решта кораблів мали проблеми з енергетичною установкою.
Крім того, Італія, як країна-переможець, отримала ряд трофейних крейсерів колишніх німецького та австро-угорського флотів: «Таранто», «Барі», «Бріндізі», «Венеціа», «Анкона». Всі вони брали участь у бойових діях, тому теж були у не найкращому стані і не могли виконувати задачі, притаманні даному класу кораблів. Тому перед командуванням флоту Італії постала задача будівництва нових крейсерів.
На думку італійських військово-морських спеціалістів, крейсери повинні були виконувати наступні задачі:
- Лідирування есмінців, надання їм бойової стійкості під час атаки на ворожі лінкори;
- Боротьба за комунікації, знищення ворожих торгових суден та охорона своїх конвоїв
- Блокада ворожого узбережжя;
- Охорона власних лінкорів від нападу ворожих кораблів;
- Розвідка;
- Дозорна служба.

### Крейсери типу «Альберто да Джуссано» («Кондотьєрі» типу «A»)
Стан флоту Франції, основного суперника Італії, був ще гіршим. Але у 1922-1923 роках французи заклали 3 крейсери типу «Дюге Труен», а також 12 великих есмінців. У відповідь італійці побудували 4 крейсери типу «Альберто да Джуссано» та 12 скаутів типу «Навігаторі».
Крейсери типу «Альберто да Джуссано», (або як їх ще називають, «Кондотьєрі» типу «A»), були спроєктовані «Військово-морським комітетом проєктування» під керівництвом генерала Джузеппе Віана. Перед конструкторами постала проблема - зробити крейсери добре захищеними чи швидкохідними. Зрештою було вирішено пожертвувати захистом та побудувати кораблі водотоннажність 5000-6000 т зі 152-мм артилерією головного калібру, які мали би швидкість на 4 вузли більшу, ніж у французьких кораблів. 
Спочатку планувалось побудувати 6 кораблів, але через фінансові проблеми кошти були виділені лише на 4 кораблі.

### Крейсери типу «Луїджі Кадорна» («Кондотьєрі» типу «B»)
Два крейсери були включені у програму будівництва флоту 1929-1930 років. Цей підклас отримав назву «Луїджі Кадорна», або  «Кондотьєрі» типу «B». 
Проєкт був скоригований, в нього були внесені зміни, які забезпечили:
- кращу остійність;
- посилене бронювання;
- змінилась форма надбудови;
- покращене розташування авіаційного озброєння;
- краще розташування універсальної артилерії.

### Крейсери типу «Раймондо Монтекукколі» («Кондотьєрі» типу «C»)
Досвід експлуатації крейсерів перших двох підкласів показав, що їх єдина перевага - висока швидкість - досягається лише на випробуваннях. В умовах реальної експлуатації вона є значно нижчою. При цьому через слабкий захист кораблі відповідали рівню лідерам ескадрених міноносців країн-суперниць. Тому було вирішено побудувати більші крейсери, які б мали кращий захист. Загалом маса броні виросла майже у 3 рази. Ці кораблі стали першими справжніми легкими крейсерами тогочасного італійського флоту.
Цей підклас отримав назву «Раймондо Монтекукколі», або  «Кондотьєрі» типу «C».

### Крейсери типу «Дука д'Аоста» («Кондотьєрі» типу «D»)
У програму будівництва флоту 1931-1932 років було закладене будівництво ще 2 крейсерів. Цей підклас отримав назву «Дука д'Аоста», або  «Кондотьєрі» типу «D».
В проєкт, порівняно з попереднім класом, були внесені невеликі зміни: була змінена форма надбудов, димових труб, інакше розташовувалась універсальна артилерія. Також незначно було збільшене бронювання. Щоб зберегти швидкість, була збільшена потужність енергетичної установки, але при цьому виросла й водотоннажність.

### Крейсери типу «Дука дельї Абруцці» («Кондотьєрі» типу «E»)
У програму будівництва флоту на 1933-1934 роки були закладені два останні легкі крейсери. Цей підклас отримав назву «Дука дельї Абруцці», або  «Кондотьєрі» типу «E».
Перед конструкторами була поставлена задача побудувати корабель, здатний витримувати влучання 203-мм снарядів. Для цього було збільшене бронювання, внаслідок чого водотоннажність зросла на 1000 т, збільшились розміри корабля, а швидкість зменшилась до 31 вузла.

### «Кондотьєрі» типу «F»
У програму будівництва флоту на 1939-1940 роки були включені 2 крейсери, які отримали назви «Амміральйо Костанцо Чано» (італ. Ammiraglio Costanzo Ciano) та «Луїджі Ріццо» (італ. Luigi Rizzo) (згодом перейменований на «Венеція»). На кораблях мало бути збільшене бронювання та встановлені нові зенітні гармати з повною стабілізацією.
Будівництво кораблів мало розпочатись у 1940 році, але зі вступом Італії у Другу світову війну воно було скасоване.

## Представники

### Крейсери типу «Альберто да Джуссано» («Кондотьєрі» типу «A»)
- «Альберіко да Барбіано»
- «Альберто да Джуссано»
- «Бартолемео Коллеоні»
- «Джованні делле Банде Нере»

### Крейсери типу «Луїджі Кадорна» («Кондотьєрі» типу «B»)
- «Луїджі Кадорна»
- «Армандо Діац»

### Крейсери типу «Раймондо Монтекукколі» («Кондотьєрі» типу «C»)
- «Раймондо Монтекукколі»
- «Муціо Аттендоло»

### Крейсери типу «Дука д'Аоста» («Кондотьєрі» типу «D»)
- «Емануеле Філіберто Дука д'Аоста»
- «Еудженіо ді Савойя»

### Крейсери типу «Дука дельї Абруцці» («Кондотьєрі» типу «E»)
- «Дука дельї Абруцці»
- «Джузеппе Гарібальді»

### «Кондотьєрі» типу «F»
- «Амміральйо Костанцо Чано»
- «Луїджі Ріццо» («Венеція»)